# Roland Hedlund
Roland Napoleon Hedlund, född 17 november 1933 i Kågedalen i Västerbotten, död 8 mars 2019 i Skellefteå landsdistrikt, var en svensk skådespelare och teaterchef.

## Biografi
Efter folkskolan arbetade Hedlund inom diverse yrken som springschas, affärsbiträde, lastkarl och på gummifabrik. I samband med värnplikten började han 1954–1956 ta lektioner för Willy Koblanck. 1956 turnerade han i Finland med Landsteatern och 1957–1963 var han engagerad vid Åbo Svenska Teater. Han återvände till Sverige och Göteborgs Stadsteater där han verkade 1963–1967. 1968 återvände han till Finland och Lilla Teatern i Helsingfors där han kom att vara engagerad i två omgångar, med mellanspel vid Riksteatern. 1977 kom han till Folkteatern i Göteborg och 1984–1987 var han dess chef. Mellan 1994 och 1997 var han chef för Västerbottensteatern.
Hedlund har kallats "en av våra mest kända okända skådespelare". Han filmdebuterade i Lars-Eric Kjellgrens långfilm Våld 1955 och medverkade i nästan 70 film- och TV-produktioner. Han vann 1969 en Guldbagge för sin roll i Bo Widerbergs Ådalen 31. Han har ofta gestaltat vardagliga personer, inte sällan präglade av en påtaglig naturalism. I Bengt Bratts och Lennart Hjulströms TV-serie Gyllene år gjorde han rollen som en övre medelklassman i livskris och 1978 spelade han huvudrollen i TV-serien Bevisbördan. Han har ofta spelat myndighetspersoner, till exempel rollen som korrupt polis i Kjell Sundvalls Jägarna (1996).
Han var åren 1964–1978 gift med skådespelaren Lisa Bergström (1926–2023).

## Filmografi
- 1955 – Våld
- 1961 – Poeten och kejsaren
- 1962 – Daniel Hjort (TV-teater)
- 1963 – Ett ovanligt fall och Trappan
- 1968 – Fysikern
- 1968 – Svarta palmkronor
- 1969 – Ådalen 31
- 1969 – Mumintrollet (TV-serie)
- 1970 – Rullgardinen
- 1973 – Om 7 flickor
- 1975 – En kille och en tjej
- 1975 – Gyllene år (TV-serie)
- 1976 – Det löser sig
- 1977 – De sju dödssynderna (TV-serie)
- 1978 – Bevisbördan (TV-serie)
- 1978 – Bomsalva
- 1978 – Lyftet
- 1980 – Den enes död...
- 1981 – Martin
- 1981 – Det finns inga smålänningar (TV-serie)
- 1981 – Rasmus på luffen
- 1982 – Zoombie (TV-serie)
- 1983 – Berget på månens baksida
- 1984 – Tryggare kan ingen vara ... (TV-serie)
- 1984 – Pengarna gör mannen
- 1984 – Träpatronerna (TV-serie)
- 1985 – Korset (TV-serie)
- 1986 – Fläskfarmen
- 1986 – Moa
- 1989 – Sparvöga (TV-serie)
- 1989 – Tre kärlekar (TV-serie)
- 1989 – Täcknamn Coq Rouge
- 1990 – Den svarta cirkeln (TV-serie)
- 1990 – Rosenbaddarna (TV-serie)
- 1991 – Den goda viljan (TV-serie)
- 1991 – Din vredes dag (TV-serie)
- 1991 – Osynlig närvaro (TV-serie)
- 1992 – Efter föreställningen
- 1993 – Herr O. Nidors irrgångar
- 1993 – Konsulten
- 1993 – Kådisbellan
- 1994 – Frihetens skugga (TV-serie)
- 1995 – Sommaren
- 1995 – Stora och små män
- 1995 – Vendetta
- 1996 – Jägarna
- 1997 – Bondånger (TV-serie)
- 1997 – Snoken (TV-serie)
- 1999 – Fristad
- 2000 – Lex
- 2000 – Skärgårdsdoktorn (TV-serie)
- 2001 – Kommissarie Winter (TV-serie)
- 2001 – Beck – Kartellen
- 2002 – Barn leker ute
- 2002 – No Law 4000
- 2002 – Taurus (TV-serie)
- 2002 – Tompta Gudh
- 2002 – Sjunde stenen
- 2003 – Barn leker ute
- 2003 – Jävla skit!
- 2003 – Solisterna (TV-serie)
- 2004 – De fem stegen
- 2004 – Hotet
- 2005 – En god dag
- 2005 – Lasermannen (TV-serie)
- 2005 – Parasiten
- 2007 – Forechecking morfar
- 2008 – Glenn
- 2009 – Det neutrala landet
- 2010 – Wallander – The Man Who Smiled
- 2012 – Mankó

## Teater

### Roller (ej komplett)
| År   | Roll                    | Produktion                                       | Regi              | Teater                                                            |
| ---- | ----------------------- | ------------------------------------------------ | ----------------- | ----------------------------------------------------------------- |
| 1964 | McCann                  | Födelsedagsfesten Harold Pinter / Carl-Olof Lång | Johan Falck       | Göteborgs stadsteater                                             |
| 1965 | Doktor Relling          | Vildanden Henrik Ibsen                           | Lars Engström     | Göteborgs stadsteater                                             |
| 1967 |                         | Macbeth William Shakespeare / Karl Ragnar Gierow | Herman Ahlsell    | Göteborgs stadsteater                                             |
| 1968 |                         | Planket (revy) Bengt Ahlfors                     | Bengt Ahlfors     | Lilla Teatern, Helsingfors även gästspel i Göteborg och Stockholm |
| 1969 | Orsino                  | Trettondagsafton William Shakespeare             | Lilla Teatern     | Lilla Teatern, Helsingfors även gästspel i Stockholm              |
| 1977 | Flygaren Sven Andersson | Den goda människan Bertolt Brecht                | Leif Sundberg     | Folkteatern, Göteborg                                             |
| 1978 |                         | Nya Kvasten (revy) Kent Andersson, Bengt Bratt   | Lennart Hjulström | Folkteatern, Göteborg                                             |
| 1989 | Eddie Carbone           | Utsikt från en bro Arthur Miller                 | Rudolf Penka      | Fria Teatern                                                      |